# Heinrich Ludwig Boerner
Heinrich Ludwig Boerner (* 24. April 1846 in Siegen; † 30. Dezember 1916 in Jena) war ein deutscher Lehrer.

## Leben
Heinrich Ludwig Boerner wurde als Sohn des Tuchfabrikanten Adolph Heinrich Boerner geboren. Boerner ging an die Realschule in Siegen und machte das Abitur am Gymnasium Arnoldinum in Burgsteinfurt. Nachdem Abitur verließ er das Siegerland und studierte mit von Oster 1865 bis Ostern 1869 Mathematik, Naturwissenschaften und neuere Sprachen an den Universitäten Halle, Bonn, Berlin und Marburg. Während seines Studiums in Halle (Saale) wurde er 1865 Mitglied der Burschenschaft Alemannia auf dem Pflug. Ostern 1869 beendete er sein Studium mit dem Staatsexamen. Am 17. April 1869 wurde er zum Dr. phil. promoviert. Von Ostern 1869 bis Ostern 1870 war Boerner Hilfslehrer an der Realschule in seiner Heimatstadt Siegen. Am 1. April 180 bestand er in Marburg das Staatsexamen. Boener nahm als Offizier am Deutsch-Französischen Krieg 1870/71 teil. Anschließend wechselte er als Realschullehrer nach Frankfurt a. d. Oder. Im Herbst 1873 wurde er dritter Oberlehrer an der Realschule in Ruhrort. 1879 wurde Boerner mit dreiunddreißig Jahren zum Realschuldirektor in Dortmund ernannt und 1883 zum Direktor des Elberfelder Realgymnasiums berufen. Diese Position übte er bis zu seiner Pensionierung aus. Er bewährte sich in dieser Zeit als Schulreformer und Schulbauer.
Boerner wünschte ein Realgymnasium, das die sogenannten realen Wissenschaften, also die Naturwissenschaften, besonders pflegte, aber die alten Sprachen wie Latein trotzdem in die Lehrpläne integrierte, um den Absolventen die Hochschulzugangsberechtigung zu ermöglichen. Er nannte diese Schulform Realgymnasium, um diese von den humanistisch fundierten Gymnasien abzugrenzen. Diese Form der Gymnasien trugen dem Bedarf an technisch versierten Führungskräften für die aufstrebende Industrie Rechnung.
Die Staatsregierung ernannte ihn wegen seiner pädagogischen und wissenschaftlichen Verdienste im Jahre 1908 zum Geheimen Regierungsrat.

## Schriften
- Über die Brechungsverhältnisse einiger wässerigen Salzlösungen, insbesondere über die Abhängigkeit der brechenden Kraft vom Konzentrationsgrade. Diss. inaug. Marburg 1869.
- Die vier Spezies in allgemeinen Zahlen. in: Programm der Oberschule Frankfurt (Oder). Frankfurt (Oder) 1873.
- Geometrische Propädeutik. in: Programm der Realschule Ruhrort, Ruhrort 1876.
- Turnstunden für niedere und höhere Schulen in 4 Kursen. Teil I bis IV. Ruhrort, Andreae 1877 bis 1879.
- Lehrbuch zur Einführung in die Geometrie. Leipzig, Teubner.
- Antrittsrede. Dortmund 1880 in: Programm Realgymnasium Dortmund. S. 36–41
- Antrittsrede. in: Programm Elberfeld Realgymnasium S. 47–50. Elberfeld 1884.
- Geometrischer Anschauungs- und Zeichenunterricht für die Quinta höherer Lehranstalten. in: Programm Realgymnasium Elberfeld. Elberfeld 1887.
- Methodischer Leitfaden der Experimentalphysik für höhere Schulen (Mechanik, Akustik). in: Programm Realgymnasium Elberfeld. Elberfeld 1889.
- Rede bei der Übergabe der Wandgemälde in der Aula des Realgymnasiums. in: Programm Realgymnasium Elberfeld. S. 48–53. Elberfeld 1902.